# 그리스 (영화)
그리스(Grease)는 1978년 개봉한 미국의 뮤지컬 로맨틱 코미디 영화이다잉어킹. 동명의 뮤지컬을 바탕으로 하고 있다.